# Rachel Van Hollebeke
Rachel Buehler Van Hollebeke (* 26. August 1985 in Del Mar, Kalifornien als Rachel Marie Buehler) ist eine ehemalige US-amerikanische Fußballspielerin. Sie spielte zuletzt für den Portland Thorns FC und für die US-amerikanische Nationalmannschaft.

## Leben und Karriere
Van Hollebeke – Spitzname „the Buehldozer“, nach ihrem Mädchennamen – begann mit dem Fußballspielen an der Torrey Pines High School und spielte sieben Jahre für die San Diego Surf. Sowohl dort als auch an der Stanford University erhielt sie mehrere Auszeichnungen und gehörte zu den herausragenden Abwehrspielerinnen, die mehrere Spiele ohne Gegentor beendete und nur sehr wenige Fouls beging. Beim Start der WPS 2009 spielte sie für FC Gold Pride, 2010 führte sie ihre Mannschaft als Kapitän zur Meisterschaft. Da der Verein wegen finanzieller Probleme aufgelöst wurde, wechselte sie 2011 zu den Boston Breakers.
Van Hollebeke durchlief mehrere US-Jugendmannschaften und gehörte mit 17 Jahren zur Mannschaft, die 2002 U-19-Weltmeister wurde. Dabei erzielte sie ein Tor und kam in allen sechs Spielen zum Einsatz, musste aber im Finale nach 13 Minuten wegen ihres ersten Kreuzbandrisses ausgewechselt werden. 2003 kam sie zu keinen Einsätzen, da sie sich zwei Wochen nach der Rekonvaleszenz des ersten einen zweiten Kreuzbandriss, diesmal im anderen Knie zugezogen hatte. Die CONCACAF U-20-Meisterschaft der Frauen 2004 in Kanada beendete sie mit dem US-Team als Vizemeister, wobei sie in allen Spielen eingesetzt wurde und zwei Tore erzielte. Bei der U-19-Weltmeisterschaft in Thailand wurde sie 2004 Dritte und wurde wieder in allen sechs Spielen eingesetzt. 2005 und als Kapitän 2007 gewann sie mit der U-21 den Nordic Cup, 2006 wurde sie Zweiter.
Van Hollebeke wurde 2007 erstmals zum Training der A-Nationalmannschaft eingeladen und machte ihr erstes A-Länderspiel mit 22 Jahren am 5. März 2008 beim 4:0 gegen China im Rahmen des Algarve-Cups, den die USA gewannen. Sie wurde für die Olympischen Spiele in Peking nominiert, wo sie in zwei Spielen eingesetzt wurde und zum Gewinn der Goldmedaille beitrug.
2009 etablierte sie sich endgültig in der Nationalmannschaft und kam in allen acht Spielen zum Einsatz. 2010 wurde sie Co-Kapitän der Nationalmannschaft und konnte erneut den Algarve-Cup gewinnen. Beim CONCACAF Women’s Gold Cup 2010 erzielte sie im ersten Spiel gegen Haiti mit dem 1:0 in der 8. Minute ihr erstes Länderspieltor. Da die USA durch die Niederlage im Halbfinale gegen Mexiko die direkte Qualifikation für die WM 2011 verpassten, mussten sie in die Playoffs gegen den Europafünften Italien, in denen sich die USA für die WM qualifizieren konnten. Insgesamt kam sie 2010 in 17 von 18 Spielen zum Einsatz, sie fehlte nur beim 9:0 gegen Guatemala.
2011 kam sie in allen 10 Spielen vor der WM zum Einsatz, u. a. bei den Siegen im Vier-Nationen-Turnier und Algarve-Cup. Sie gehört zum Kader der USA für die Weltmeisterschaft 2011 in Deutschland. Im ersten WM-Spiel gegen Nordkorea erzielte sie den 2:0-Endstand und damit ihr zweites Länderspieltor. Auch in den beiden anderen Vorrundenspielen kam sie zum Einsatz und erreichte mit ihrer Mannschaft im Viertelfinale. Beim Viertelfinalsieg gegen Brasilien verursachte Van Hollebeke den Elfmeter der zum 1:1 durch Marta führte und sah für das Foul die Rote Karte. Nachdem Marta in der zweiten Minute der Verlängerung der 2:1-Führungstreffer für Brasilien gelungen war, sah Brasilien lange wie der Sieger aus. Doch durch ein Last-Minute-Tor von Abby Wambach zum 2:2-Ausgleich rettete sich die USA ins Elfmeterschießen, das sie mit 5:3 gewannen. Nachdem sie ihre Sperre verbüßt hatte, stand sie im Finale wieder in der Startelf. In der 80. Minute war sie indirekt am 1:1-Ausgleich der Japanerinnen beteiligt als sie in einer unübersichtlichen Situation ihre Mitspielerin Alexandra Krieger anschoss, von der der Ball vor die Füße von Aya Miyama sprang, die Hope Solo im Tor keine Abwehrchance ließ. Auch das 2:2 durch Sawa konnte sie nicht verhindern, so kam es zum Elfmeterschießen, das Japan mit 3:1 gewann.
Van Hollebeke stand im Kader für das olympische Fußballturnier in London und in allen sechs Spielen in der Startformation. Im Finale gegen Japan am 9. August 2012 gewann sie zum zweiten Mal die Goldmedaille.
Von 2013 bis 2015 spielte sie in der neu gegründeten National Women’s Soccer League, der höchsten amerikanischen Profiliga im Frauenfußball, für den Portland Thorns FC und schloss sich im Oktober 2014 auf Leihbasis bis zum Jahresende dem japanischen Erstligisten Iga FC Kunoichi an.
Am 6. März 2013 machte sie beim Spiel gegen Island im Rahmen des Algarve-Cups ihr 100. Länderspiel und erzielte dabei den 1:0-Führungstreffer (Endstand 3:0). Traditionsgemäß führte sie aus diesem Anlass die Mannschaft als Spielführerin aufs Feld.
Nach Ende der NWSL-Saison 2015, bei der sie mit den Portland Thorns erstmals die Play-offs verpasste, beendete Van Hollebeke ihre Karriere.

## Privates
Ihr Vater Donald war Mitglied der Stanford-Wasserball- und Ringer-Mannschaften. Sie heiratete im November 2012 ihren Freund Bobby Van Hollebeke und wählte ihren Mädchennamen Buehler als neuen Mittelnamen. Seit dem Jahr 2014 läuft sie in Vereins- und Nationalmannschaft unter ihrem neuen Namen auf.

## Erfolge
- U-19-Weltmeister 2002
- Nordic Cup Sieger 2005 und 2007
- Algarve-Cup Siegerin 2008, 2010, 2011, 2013, 2015
- Olympiasieger 2008, 2012
- Vizeweltmeister 2011
- WPS-Meister 2009
- NWSL-Meister 2013

## Auszeichnungen
- Verschiedene (siehe Weblinks)